# وایولت مک‌گرا
وایولت الیزابت مک‌گرا (انگلیسی: Violet Elizabeth McGraw؛ متولد ۲۲ آوریل ۲۰۱۱) بازیگر خردسال آمریکایی است. او بازیگری را در سن پنج سالگی آغاز کرد و نخستین نقش او در سریال تلویزیونی عشق در نقش نینا در سال ۲۰۱۶ بود و اولین فیلم بلندش در بازیکن شماره یک آماده در سال ۲۰۱۸ بود. در سال ۲۰۱۹ او برای تسخیرشدگی خانه هیل نامزد «جایزه تلویزیونی OFTA برای بهترین گروه بازیگران در یک فیلم سینمایی یا مینی‌سریال» شد. او همچنین برای بازی در نقش کیدی در فیلم ترسناک مگان محصول ۲۰۲۲ شناخته شده‌است.

## حرفه
وایولت مک‌گرا بازیگری را از سنین پایین آغاز کرد. در سال ۲۰۱۶، مک‌گرا نخستین بازیگری خود را در ژولیت‌های بی‌پروا (۲۰۱۷) در نقش آریا مورگان و سریال تلویزیونی عشق (۲۰۱۸) در نقش نینا انجام داد. او بیشتر برای نقش‌های آلیس در جت (۲۰۱۹) و صحنهٔ کوتاه در فیلم ۲۰۱۸ بازیکن شماره یک آماده، به کارگردانی استیو اسپیلبرگ شناخته می‌شد. در سال ۲۰۱۸ او نخستین نقش اصلی خود را به‌عنوان نل کرین جوان، نسخه جوان‌تر شخصیت ویکتوریا پدرتی، در سریال نتفلیکس تسخیرشدگی خانه هیل از مایک فلانگان داشت. او در سپتامبر ۲۰۱۷ به عنوان بخشی از بازیگران معرفی شده بود، و بازیگران سریال برای جایزه تلویزیون OFTA برای بهترین گروه در سال ۲۰۱۹ نامزد شدند. مک‌گرا سپس در فیلم درام دوست ما (۲۰۱۹) در نقش ایوی تیگ با نقش‌های مکمل در دکتر اسلیپ (۲۰۱۹) در نقش وایولت، و جنگ بنت (۲۰۱۹) بازی کرد. مک‌گرا بر اساس تجربیاتش در تسخیرشدگی خانه هیل و دکتر اسلیپ، زمانی که خواهر بزرگترش مادلین در فیلم ترسناک تلفن سیاه بازی کرد، به او مشاوره داد.
مک‌گرا نخستین حضور خود را در دنیای سینمایی مارول در فیلم بیوه سیاه در سال ۲۰۲۱ در نقش یلنا بلووا جوان انجام داد که نسخه بزرگسال آن را فلورانس پیو بازی کرد. در سال ۲۰۲۱، او همچنین در فیلم جدایی (۲۰۲۱) در نقش جنی وان بازی کرد. او به همراه ستاره همکارش ایمی دانلد به عنوان یکی از شخصیت‌های اصلی فیلم ترسناک مگان از یونیورسال پیکچرز برای بلوم‌هاوس، که در ژانویه ۲۰۲۳ منتشر شد، بازی کرد. هالیوود ریپورتر خاطرنشان کرد که دانلد و همبازی‌اش مک‌گرا «در پایان فیلمبرداری به سرعت با هم دوست شدند».

## زندگی شخصی
وایولت مک‌گرا کوچک‌ترین از چهار فرزند است. خواهر و برادرهای بزرگ‌تر او همگی بازیگر هستند: جک مک‌گرا از دایناسور خوب، آیدان مک‌گرا از تک‌تیرانداز آمریکایی، و مدلین مک‌گرا، که نقش گوئن را در تلفن سیاه به تصویر کشید.

## فیلم‌شناسی

### فیلم
| سال  | عنوان                      | نقش             | یادداشت           |
| ---- | -------------------------- | --------------- | ----------------- |
| ۲۰۱۸ | بازیکن شماره یک آماده      | دختر کوچک       | ذکرنشده در تیتراژ |
| ۲۰۱۹ | جنگ بنت                    | ربکا            |                   |
| ۲۰۱۹ | دوست ما                    | ایوی تیگ        |                   |
| ۲۰۱۹ | دکتر اسلیپ                 | وایولت          |                   |
| ۲۰۲۱ | جدایی                      | جنی وان         |                   |
| ۲۰۲۱ | بیوه سیاه                  | یلنا بلووا جوان |                   |
| ۲۰۲۲ | رمز و راز کریسمس           | وایولت پیرس     |                   |
| ۲۰۲۲ | من به بابانوئل اعتقاد دارم | الا             |                   |
| ۲۰۲۳ | مگان                       | کیدی            |                   |
| ۲۰۲۵ | M3GAN 2.0                  | کیدی            |                   |

### تلویزیون
| سال  | عنوان                           | نقش                   | یادداشت |
| ---- | ------------------------------- | --------------------- | ------- |
| ۲۰۱۸ | تسخیرشدگی خانه هیل              | الینور «نل» کرین جوان | ۱۰ قسمت |
| ۲۰۱۹ | نظم و قانون: واحد قربانیان ویژه | بیلی شاو              | ۱ قسمت  |
| ۲۰۱۹ | عشق                             | نینا                  | ۲ قسمت  |
| ۲۰۱۹ | جت                              | آلیس                  | ۹ قسمت  |